# Cha Kwang-su
Cha Kwang-su (ur. 25 lutego 1979) – północnokoreański zapaśnik w stylu klasycznym. Olimpijczyk z Pekinu 2008, gdzie zajął 6. miejsce w kategorii 55 kg.
Brązowy medal na igrzyskach azjatyckich w 2006, dziewiąty w 2002. Mistrz Azji w 2005, srebrny medalista w 2006, 2007 i 2008 roku.